# And Just Like That...
And Just Like That... är en amerikansk TV-serie från 2021, skapad av Michael Patrick King. Serien är uppföljare till Sex and the City från 1998 och har fortsatt samma huvudroller. Kim Cattrall som spelade Samantha i Sex and the City är inte med i den nya serien. I sista avsnittet av säsong 2 gjorde Kim Cattrall en så kallad cameo.
Serien hade premiär på streamingtjänsten HBO Max den 9 december 2021. I mars 2022 blev det klart att serien får en andra säsong.  I augusti 2023 meddelade HBO Max att serien får en tredje säsong som hade premiär den 30 maj 2025.

## Handling
Serien utspelar sig elva år efter händelserna i filmen Sex and the City 2 (2010) och följer kvinnorna från Sex and the City när de lämnar livet av frihet, dejting och vänskap i 30-årsåldern och kliver in i en mer komplex verklighet i 50-årsåldern – där relationer, karriärer och identitet ställs inför nya prövningar.

## Rollista (i urval)
- Sarah Jessica Parker – Carrie Bradshaw
- Cynthia Nixon – Miranda Hobbes
- Kristin Davis – Charlotte York Goldenblatt
- Mario Cantone – Anthony Marentino
- David Eigenberg – Steve Brady
- Willie Garson – Stanford Blatch
- Evan Handler – Harry Goldenblatt
- Sara Ramirez – Che Diaz
- Chris Noth – Mr. Big/John James Preston
- Sarita Choudhury – Seema Patel

## Avsnitt
| Serie | Serie | Avsnitt | Avsnitt      | Originalvisning       | Originalvisning      | Originalvisning |
| Serie | Serie | Avsnitt | Avsnitt      | Första sändningsdatum | Sista sändningsdatum | Originalkanal   |
| ----- | ----- | ------- | ------------ | --------------------- | -------------------- | --------------- |
|       | 1     | 10      | 10           | 9 december 2021       | 3 februari 2022      | HBO Max         |
|       | 2     | 11      | 11           | 22 juni 2023          | 24 augusti 2023      | Max             |
|       | 3     | 12      | 6            | 29 maj 2025           | 3 juli 2025          | Max             |
| 6     | 3     | 12      | 10 juli 2025 | 14 augusti 2025       | HBO Max              |                 |

| Avsnitt | Titel                              | Sändningsdatum   |
| ------- | ---------------------------------- | ---------------- |
| 1       | Hello It's Me                      | 9 december 2021  |
| 2       | Little Black Dress                 | 9 december 2021  |
| 3       | When in Rome                       | 16 december 2021 |
| 4       | Some of My Best Friends            | 23 december 2021 |
| 5       | Tragically Hip                     | 30 december 2021 |
| 6       | Diwali                             | 6 januari 2022   |
| 7       | Sex and the Widow                  | 13 januari 2022  |
| 8       | Bewitched, Bothered and Bewildered | 20 januari 2022  |
| 9       | No Strings Attached                | 27 januari 2022  |
| 10      | Seeing the Light                   | 3 februari 2022  |